# Brühlberg

Karte des Quartiers

Brühlberg ist ein Quartier der Schweizer Stadt Winterthur westlich des Hauptbahnhofs. Das Quartier bildet zusammen mit den Quartieren Altstadt, Lind, Heiligberg, Tössfeld und Neuwiesen den Stadtkreis 1 (Stadt).

## Geografie
Das Quartier liegt am Südosthang des Brüelbergs südwestlich des Winterthurer Stadtzentrums. Im Südosten bilden die Zürcher- sowie für ein kurzes Stück die Neuwiesenstrasse die Quartiergrenze, gegenüber der Zürcherstrasse liegt das Quartier Neuwiesen. Ab der Neuwiesenstrasse teilt sich Brühlberg die Quartiergrenze mit Neuwiesen, wobei die Quartiergrenze dann im Nordosten weiter entlang der Eulach verläuft. Im Westen verläuft die Grenze mit dem Wülflinger Quartier Oberfeld quer durch den Brüelbergwald, wobei der höchste Punkt des Bergs im Quartiergebiet liegt. Im Südwesten befindet sich das zum Kreis Töss gehörende Quartier Schlosstal.

## Bildung
Das Quartier gehört zum Gebiet der Schule Neuwiesen-Brühlberg. Im Quartier befinden sich nahe am Waldrand der Naturkindergarten Brühlberg und eher talseitig gelegen das Primarschulhaus Brühlberg im ehemaligen, 1901 erbauten, Wohlfahrtshaus der SLM.
Weiter befindet sich entlang der Zürcherstrasse beim Brühleck das Anton-Graff-Haus der Berufsbildungsschule Winterthur.

## Geschichte
Das Gebiet des Quartiers wurde in den ersten Jahrzehnten des 20. Jahrhunderts überbaut, erste Pläne hierfür gab es bereits 1902.
Von 1903 bis 1908 entstanden die zuoberst an der Brühlbergstrasse gelegenen Mehrfamilienvillen der Architekten Jacques Gros und des Architekturbüros Rittmeyer & Furrer. Den grössten Bauschub gab es in den Jahren 1911 und 1912, als die Häuser des heute als Gartenstadtquartier Brühlberg inventarisierten Ensembles erbaut wurden. Beteiligt waren daran die Architekten Fritschi & Zangerl sowie je zu einem kleinen Teil Rittmeyer & Furrer sowie Hermann Siegrist. 1921 entstand die Siedlung Mythenstrasse an der gleichnamigen Strasse, wiederum entworfen von Rittmeyer & Furrer.
In den 1970er-Jahren stand das Divine Light Zentrum in den Schlagzeilen, das im Brühlbergquartier mehrere Häuser aufkaufte und anschliessend blau bemalte.

## Kultur und Freizeit
Das Brühlbergquartier ist hauptsächlich ein Wohnquartier unweit des Stadtzentrums. Entlang der Zürcherstrasse gibt es einige Gastrobetriebe, darunter ein Schnellrestaurant sowie eine 24-Stunden-Tankstelle. Direkt an der Quartiergrenze befinden sich stadtauswärts das Kulturzentrum Gaswerk und stadteinwärts die Schützenwiese, das Stadion des FC Winterthur.
Am Berg, genauer gesagt an der Mythenstrasse, befindet sich eine Fussballwiese und ein Spielplatz. 
Als Naherholungsgebiet bietet sich der Brüelbergwald an, an dessen Hang das nach dem Hügel benannte Quartier liegt. Auf seinem höchsten Punkt steht der Brühlbergturm.

## Verkehrsanbindung
Die verkehrstechnische Anbindung des Quartiers orientiert sich an der Zürcherstrasse, sowohl für den Individual- als auch den öffentlichen Verkehr. Die Hauptstrasse verbindet das Stadtzentrum mit Töss und dem ebenfalls dort liegenden Autobahnanschluss Winterthur Töss. Ausserdem existiert mit der Hessengüetlistrasse eine direkte Strasse ins Wülflinger Quartier Oberfeld, wo die Strasse in die Oberfeldstrasse mündet.
Entlang der Zürcherstrasse verkehren die Buslinien 1 (Töss – HB – Oberwinterthur), 5 (Dättnau – HB – Technorama) und 7 (Bhf. Wülflingen – HB – Elsau, Melcher) von Stadtbus Winterthur, wodurch das Quartier gut mit dem öffentlichen Verkehr erreichbar ist. Die Haltestellen Brühleck, Loki und Gaswerk befinden sich dabei auf Höhe des Quartiers. Am Wochenende können zudem die Nachtbuslinien N1 (Oberwinterthur – HB – Töss – Dättnau) und N7 (Bahnhof Wülflingen – HB – Elsau, Melcher) benützt werden. Da der Bahnhof von der Brühleck her nur zwei Busstationen entfernt ist, lässt sich dieser je nach Wohnort innerhalb des Quartiers auch gut zu Fuss erreichen.
Um eine Strasse von der Zürcherstrasse versetzt, gibt es entlang der Theodor-Kirchner- und Schlosshofstrasse zudem eine im städtischen Veloplan empfohlene Veloroute, die durch das Quartier führt.